# Divisão de Honra 1983–84
O Campeonato Português de Andebol Masculino (Seniores) de 1983/84 foi a 32ª edicão, competição organizada pela Federação de Andebol de Portugal. O Sporting CP conquistou o seu 15º Título.

## Classificação da Fase Regular – Zona Sul
| Pos | Equipa             | J  | V  | E | D  | GM  | GS  | Diff | Pts |
| --- | ------------------ | -- | -- | - | -- | --- | --- | ---- | --- |
| 1   | SL Benfica         | 14 | 13 | 1 | 0  | 439 | 273 | +166 | 41  |
| 2   | Sporting CP        | 14 | 10 | 2 | 2  | 417 | 320 | +97  | 36  |
| 3   | Belenenses         | 14 | 11 | 0 | 3  | 459 | 343 | +116 | 36  |
| 4   | Caramão            | 14 | 8  | 0 | 6  | 316 | 317 | -1   | 30  |
| 5   | Caselas            | 14 | 4  | 1 | 9  | 281 | 383 | -102 | 23  |
| 6   | Almada             | 14 | 3  | 2 | 9  | 317 | 412 | -95  | 22  |
| 7   | Vitória de Setúbal | 14 | 2  | 3 | 9  | 327 | 402 | -75  | 21  |
| 8   | Passos Manuel      | 14 | 0  | 1 | 13 | 265 | 391 | -126 | 15  |

Existe uma diferênca entre Golos marcados e sofridos nesta classificação.

## Classificação da 2ª Fase
| Pos | Equipa                 | J  | V  | E | D  | GM  | GS  | Diff | Pts |
| --- | ---------------------- | -- | -- | - | -- | --- | --- | ---- | --- |
| 1   | SL Benfica             | 14 | 12 | 1 | 1  | 386 | 279 | +107 | 39  |
| 2   | Sporting CP            | 14 | 11 | 0 | 3  | 389 | 290 | +99  | 36  |
| 3   | Belenenses             | 14 | 8  | 2 | 4  | 375 | 346 | +29  | 32  |
| 4   | FC Porto               | 14 | 8  | 0 | 6  | 310 | 317 | -7   | 30  |
| 5   | Sanjoanense            | 14 | 7  | 0 | 7  | 315 | 358 | -43  | 28  |
| 6   | São Mamede             | 14 | 3  | 1 | 10 | 317 | 356 | -39  | 21  |
| 7   | Desportivo de Portugal | 14 | 2  | 1 | 11 | 354 | 443 | -89  | 19  |
| 8   | Caramão                | 14 | 1  | 3 | 10 | 340 | 407 | -67  | 19  |

Existe uma diferênca entre Golos marcados e sofridos nesta classificação.

## Classificação Final
| Pos | Equipa      | J | V | E | D | GM  | GS  | Diff | Pts |
| --- | ----------- | - | - | - | - | --- | --- | ---- | --- |
| 1   | Sporting CP | 6 | 4 | 1 | 1 | 148 | 136 | +12  | 15  |
| 2   | SL Benfica  | 6 | 3 | 1 | 2 | 150 | 134 | +16  | 13  |
| 3   | Belenenses  | 6 | 3 | 0 | 3 | 153 | 149 | +4   | 12  |
| 4   | FC Porto    | 6 | 1 | 0 | 5 | 127 | 159 | -32  | 8   |